# 1. ŽNL Varaždinska 1996./97.
Ovaj članak je podtema članka: 6. rang HNL-a 1996./97.

1. ŽNL Varaždinska, također i kao 1. ŽNL Varaždin je predstavljala drugi stupanj nogometne lige na području Varaždinske županije, te ligu šestog stupnja hrvatskog nogometnog prvenstva. 
 
Sudelovalo je 14 klubova, a prvak je bio klub "Podravac" iz Svibovca Podravskog. 

## Sustav natjecanja
14 klubova je igralo dvokružnu ligu (26 kola).

## Ljestvica
| mj. | klub                        | ut. | pob | ner | por | gol+ | gol- | bod |
| --- | --------------------------- | --- | --- | --- | --- | ---- | ---- | --- |
| 1.  | Podravac Svibovec Podravski | 26  | 17  | 5   | 4   | 51   | 22   | 56  |
| 2.  | Čevo Podevčevo              | 26  | 16  | 4   | 6   | 79   | 22   | 52  |
| 3.  | Mladost Derma Varaždin      | 26  | 15  | 4   | 7   | 54   | 34   | 49  |
| 4.  | Beretinec                   | 26  | 14  | 6   | 6   | 42   | 28   | 48  |
| 5.  | Bukovčan Veliki Bukovec     | 26  | 12  | 7   | 7   | 53   | 27   | 43  |
| 6.  | Vratno (Gornje Vratno)      | 26  | 12  | 3   | 11  | 41   | 37   | 39  |
| 7.  | Plitvica Gojanec            | 26  | 11  | 5   | 10  | 43   | 45   | 38  |
| 8.  | Dinamo Apatija              | 26  | 10  | 8   | 8   | 44   | 51   | 38  |
| 9.  | Mladost Šemovec             | 26  | 8   | 7   | 11  | 32   | 34   | 31  |
| 10. | Sloboda Tužno               | 26  | 6   | 9   | 11  | 50   | 61   | 27  |
| 11. | Polet Tuhovec               | 26  | 7   | 5   | 14  | 40   | 59   | 26  |
| 12. | Orač Petrijanec             | 26  | 5   | 8   | 13  | 27   | 56   | 23  |
| 13. | Lunjkovec                   | 26  | 5   | 7   | 14  | 34   | 64   | 22  |
| 14. | Plitvica Selnik             | 26  | 3   | 4   | 19  | 14   | 66   | 13  |

## Rezultatska križaljka
| kratica | klub                        | BER | BUK | ČEVO | DINJ | LUNJ | MLADV | MLAŠ | ORAČ | PLIG | PLIS | POD | POL | SLO | VRA |
| --- | --------------------------- | --- | --- | ---- | ---- | ---- | ----- | ---- | ---- | ---- | ---- | --- | --- | --- | --- |
| BER | Beretinec                   |     |     |      |      |      |       |      |      |      |      |     |     |     |     |
| BUK | Bukovčan Veliki Bukovec     |     |     |      |      |      |       |      |      |      |      |     |     |     |     |
| ČEVO | Čevo Podevčevo              |     |     |      |      |      |       |      |      |      |      |     |     |     |     |
| DIN | Dinamo Apatija              |     |     |      |      |      |       |      |      |      |      |     |     |     |     |
| LUNJ | Lunjkovec                   |     |     |      |      |      |       |      |      |      |      |     |     |     |     |
| MLADV | Mladost Derma Varaždin      |     |     |      |      |      |       |      |      |      |      |     |     |     |     |
| MLAŠ | Mladost Šemovec             |     |     |      |      |      |       |      |      |      |      |     |     |     |     |
| ORAČ | Orač Petrijanec             |     |     |      |      |      |       |      |      |      |      |     |     |     |     |
| PLIG | Plitvica Gojanec            |     |     |      |      |      |       |      |      |      |      |     |     |     |     |
| PLIS | Plitvica Selnik             |     |     |      |      |      |       |      |      |      |      |     |     |     |     |
| POD | Podravac Svibovec Podravski |     |     |      |      |      |       |      |      |      |      |     |     |     |     |
| POL | Polet Tuhovec               |     |     |      |      |      |       |      |      |      |      |     |     |     |     |
| SLO | Sloboda Tužno               |     |     |      |      |      |       |      |      |      |      |     |     |     |     |
| VRA | Vratno (Gornje Vratno)      |     |     |      |      |      |       |      |      |      |      |     |     |     |     |
| |                             |     |     |      |      |      |       |      |      |      |      |     |     |     |     |
| podebljan rezultat - utakmice od 1. do 13. kola (1. utakmica između klubova) rezultat normalne debljine - utakmice od 14. do 26. kola (2. utakmica između klubova) rezultat nakošen - nije vidljiv redoslijed odigravanja međusobnih utakmica iz dostupnih izvora rezultat smanjen * - iz dostupnih izvora nije uočljiv domaćin susreta prekrižen rezultat - poništena ili brisana utakmica p - utakmica prekinuta 3:0 p.f. / 0:3 p.f. - rezultat 3:0 bez borbe n.i. - nije igrano |                             |     |     |      |      |      |       |      |      |      |      |     |     |     |     |

 Izvori: 